# 雙領導人
雙領導人是指某個組織同時由兩個人領導，並且兩個人的職務和權力類似或甚至相同。這樣的作法出現在許多地方，包括政黨、公司、非營利組織、電影拍攝等等。有一些組織直接將此制度寫入其章程。使用此制度的原因包括保障特定背景的人進入決策圈、專業分工、以及促進對話。

## 原因
使用雙領導人制的原因之一是讓兩人分別代表不同的立場，例如一男一女、一老一少、一進步一保守、或來自不同社會背景。在歐洲的一些組織，雙領導人的主要考量是性別平等，透過保障至少一位女性領導人來避免組織的決策核心被男性壟斷；然而也有批評認為應該直接讓女性能夠當上領導人即可，而不是用雙領導人來產生「女性不擅長領導所以需要保障名額」的觀感。
兩位領導人也可以依各自的專業進行分工或是提供不同的視角。支持雙領導人制度者認為，由單一位「偉人」來領導組織是過時的想法，由兩人合作更能處理現代世界會面臨的各種複雜問題，或是有更多的創意點子。兩人也可以分別從樂觀或悲觀、理想或務實的視角進行分析。
為了確認兩人的意見一致，雙領導人在決策前需要較多的討論和咨詢，可以互相檢查對方的想法有無問題，避免疏漏，但決策的速度也較慢。
有兩位領導人時，領導人的工作感受和心理健康也較佳，可以互相扶持，避免單一決策者的孤獨。

## 運行
依各組織的規定不同，兩位領導人可能是獨立選出，也可能需事先組成團隊和其他團隊角逐領導職位。兩位領導者必須基於共同的目標努力，在互相尊重和信任的基礎下討論並解決雙方立場的歧異。若兩位領導人的意見不同，容易造成組織無法作出決策，這尤其常發生於兩位領導人是獨立選出、分別代表組織內不同立場的情況，但也有人認為這只是反映組織內本來就存在的派系對立，並不是因為雙領導人才造成衝突。
對於在底下做事的人，同時有兩個領導人有時會造成混亂，不知道該聽誰指揮。

## 政治領域
有一些國家有因為傳統文化、歷史發展、或憲政制度，有兩位領導人。依兩位領導人的職務以及權力分配，這可能被歸類為二頭政治、雙首長制、或共同攝政。
許多國家的綠黨在2000年左右開始採行雙領導人制度，在2020年的德國，各大政黨大多有雙領導人，社會民主黨直接在黨章中規定若採用雙領導人其中一位必需是女性。

## 商業領域
英特尔、高盛、花旗、微軟、和碩、台積電等公司都曾經或仍然有雙領導人。有些商業組織在成立之初就是由兩位合夥人組成，例如成立速食連鎖麥當勞的麥當勞兄弟、由比爾·蓋茲和保羅·艾倫共同創立的微軟。
在影視產業，有幾組知名的雙人導演組合，例如丹尼爾、沃卓斯基姐妹、達頓兄弟。